# Freija (Marroc)
Freija (en àrab افريجة, Ifrayja; en amazic ⴼⵔⵉⵊⴰ) és una comuna rural de la província de Taroudant, a la regió de Souss-Massa, al Marroc. Segons el cens de 2014 tenia una població total de 8.792 persones.